# 板川文夫
板川 文夫（いたがわ ふみお、1946年〈昭和21年〉2月26日 - ）は、日本の政治家。実業家。元埼玉県越谷市長（3期）。

## 経歴
埼玉県越谷市出身。明治大学法学部卒業。中小企業経営者団体理事長を経て、1997年（平成9年）民主・共産・社民・新社会の4党の推薦を受けて、越谷市長に当選した。2009年（平成21年）11月まで務めた。

## 親族
- 父：板川正吾（労働運動家、衆議院議員）[1]

## 栄典
- 2018年（平成30年） - 旭日小綬章[3]